# Баптистичка црква Вестборо
Баптистичка црква Вестборо (енгл. Westboro Baptist Church) је независна баптистичка црква која дјелује у САД. Позната је по ставовима против хомосексуалаца и по протестима које организује на сахранама америчких војника. Цркву је основао Фред Фелпс, који је био на њеном челу све до августа 2013. када је екскомунициран, а умро је непуних годину дана након тога, 19. марта 2014.
Црква се углавном састоји од чланова Фелпсове породице и 2007. године имала је 71 члана. Сједиште цркве је у граду Топика у америчкој савезној држави Канзас. Прва званична служба у цркви одржана је у недељу 27. новембра 1955.
Црква није повезана ни са једном познатом баптистичком конвенцијом или организацијом, док њени припадници за себе кажу да прате традиционалне баптистичке и калвинистичке принципе. Већина традиционалних баптиста се ограђује од цркве.

## Протести
Црква је позната по организованим протестима на јавним догађајима и сахранама, често оним које су повезане са војницима или хомосексуалцима. Њени чланови протестују сваки дан на просјечно шест локација. Према њиховим ријечима, до сада су организовали преко 30.000 протеста у преко 500 градова у свих 50 савезних држава. Њихов годишњи буџет за путовања је већи од 200.000 долара. Највећи број протеста организује се у Топики, али чланови цркве често путују по САД како би протестовали на сахранама хомосексуалаца, жртава злочина из мржње, на сахранама људи који су умрли од сиде те на сахранама америчких војника. Честа мета њихових протеста је и представа Пројект Ларами (engl. The Laramie Project), која говори о убиству хомосексуалца Метјуа Шепарда

## Реакције

### Закони који ограничавају протесте на сахранама
Као одговор на протесте које су извели чланови цркве Вестборо на сахранама у Индијани, Генерална скупштина Индијане је усвојила закон по ком је постало кривично дело да се протестује на мање од 150 m од сахране. Закон предвиђа казне до три године затвора и 10.000 долара за оне који крше закон. Непосредно пре него што овај закон је потписан, чланови Цркве су претили да ће организовати протест у граду Кокомо, на сахрани војнику који је погинуо у Ираку. Закон је усвојен 11. јануара 2006. једногласно (11—0), а чланови цркве иако су путовали у Кокомо на протесте, нису виђени током или после погребне службе. Држава Мичиген је 23. маја 2006. забранила било какво намерно ометање сахрана на растојању од 150 m од службе. Кршење статут ће бити сматрано кривичним дело, кажњиво до две године затвора и 5.000 долара за први прекршај и до четири године затвора и 10.000 долара казном за сваки следећи прекршај.